# Аксютино
Аксютино — село в Асекеевском районе Оренбургской области. Административный центр Аксютинского сельсовета.

## География
Село расположено недалеко от районного центра — Асекеева.
Часовой пояс
Село Аксютино как и вся Оренбургская область, находится в часовой зоне МСК+2. Смещение применяемого времени относительно UTC составляет +5:00.

## Население
| 2010 | 2012 | 2013 |
| ---- | ---- | ---- |
| 261  | ↘255 | ↘247 |